# Renan Oliveira
Renan, właśc. Renan Abner do Carmo de Oliveira (ur. 8 maja 1997 w São Paulo) – brazylijski piłkarz, grający na pozycji napastnika.

## Kariera piłkarska

### Kariera klubowa
Wychowanek klubów Juventus i São Bernardo. W 2017 rozpoczął karierę piłkarską w São Bernardo. 13 lipca 2017 został wypożyczony do Zlaté Moravce ze Słowacji. 13 sierpnia 2018 przeszedł do maltańskiego Mosta FC. 29 stycznia 2019 przeniósł się do San Ġwann FC. 11 lipca 2019 podpisał kontrakt z FK Lwów.